# Ostrożeń wschodniokarpacki
Ostrożeń wschodniokarpacki syn. ostrożeń Waldsteina (Cirsium waldsteinii) – gatunek roślin wieloletnich z rodziny astrowatych. W Polsce występuje tylko w Karpatach Wschodnich.

## Morfologia

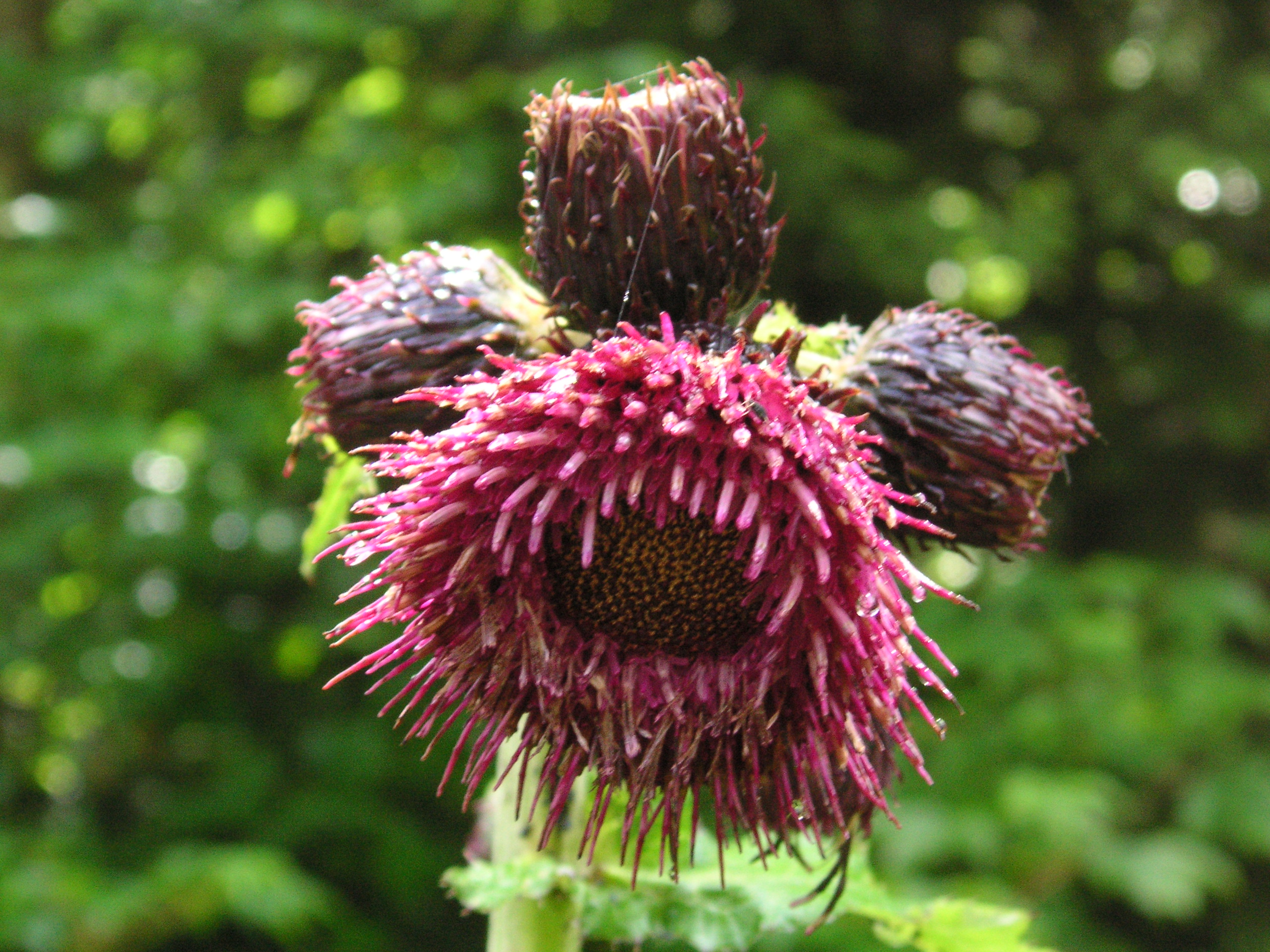
Koszyczki

ŁodygaWzniesiona, prosta, rozgałęziająca się, o wysokości do 2 m.
LiścieGłęboko pierzasto-wrębne lub pierzasto-klapowane. Dolne ogonkowe i bardzo duże, okrągło-jajowate, wyższe bezogonkowe, jajowato-podługowate. Wszystkie liście górą zielone i rzadko owłosione, na spodniej stronie pajęczynowato-kutnerowate, później łysiejące.
KwiatyKoszyczki o długości 27–35 mm (wraz z kwiatami), zwisłe i wyrastające po 3–7 na szczytach pędów. Kwiaty ciemnopurpurowe. Puch kielichowy ma długość 16–21 mm i wewnętrzne szczecinki zgrubiałe na szczycie.
OwocNiełupka o długości 4–5,5 mm z puchem kielichowym.

## Biologia i ekologia
Siedlisko: polany, obrzeża lasów i potoków. Występuje od regla dolnego po piętro subalpejskie. Hemikryptofit. W klasyfikacji zbiorowisk roślinnych gatunek charakterystyczny dla Ass. Pulmonario-Alnetum viridis.  Kwitnie od lipca do sierpnia, nasiona rozsiewane są przez wiatr (anemochoria).

## Zmienność
Tworzy mieszańce z ostrożniem błotnym, o. lancetowatym, o. lepkim, o. łąkowym, o. warzywnym.

## Ochrona
Roślina umieszczona na Czerwonej liście roślin i grzybów Polski w grupie gatunków rzadkich, potencjalnie zagrożonych wyginięciem (kategoria zagrożenia R).